# Trans-Siberian Orchestra
Trans-Siberian Orchestra (abreviado como TSO) es una orquesta de Metal fundada por Paul O'Neill, Robert Kinkel y Jon Oliva en 1996 como proyecto alternativo de este a Savatage. El estilo musical de la agrupación incorpora metal sinfónico, rock progresivo y heavy metal, con influencias de la música clásica. Trans-Siberian Orchestra es reconocida por sus versiones de canciones de Navidad.

## Carrera
El grupo fue fundado en la ciudad de Nueva York en 1996. El nombre está inspirado en el Ferrocarril Transiberiano en Rusia, del cual Robert Kinkel dice que conecta muchas culturas, al igual que la música.
O'Neill había sido productor de bandas como Aerosmith, Humble Pie y Scorpions, luego de escribir y producir para la banda Savatage, donde empezó a trabajar con Kinkel y Oliva. 
En el estudio de grabación, Trans-Siberian Orchestra usa una orquesta completa y un coro. En su gira del 2004, la banda incluía catorce vocalistas, catorce músicos y dos narradores.
Trans-Siberian Orchestra lanzó su álbum debut, Christmas Eve and Other Stories en 1996, el cual se ha mantenido como el más vendido de su repertorio. Su disco de 1998, The Christmas Attic, utilizó un concepto similar, con canciones populares navideñas. 
En el 2000, lanzaron Beethoven's Last Night (abandonando el concepto navideño), un álbum que trata de la última noche en la tierra de Ludwig van Beethoven.
Después de algunos años de giras, volvieron al estudio para grabar Lost Christmas Eve, acogiendo nuevamente las canciones de Navidad.

## Miembros

### Compositores
- Paul O'Neill - Compositor, productor
- Jon Oliva - Compositor
- Robert Kinkel - Coproductor, teclados, director musical

### Vocalistas
- Peter Shaw
- Heather Gunn
- Andrew Ross
- Steena Hernandez
- Erin Henry
- Jay Pierce
- Patti Russo
- Tommy Farese
- Bart Shatto
- Jennifer Cella
- Steve Broderick
- Danielle Landherr
- Alexa Goddard
- Maxx (Max Mann)
- Scout (Scout Ford)
- Bryan Hicks
- Sir Russell Allen
- Robin Borneman
- Dino Jelusić

### Guitarristas
- Al Pitrelli
- Chris Caffery
- Alex Skolnick
- Angus Clark
- Joel Hoekstra

### Bajistas
- Johnny Lee Middleton
- Chris Altenhoff

### Bateristas
- Jeff Plate
- John O. Reilly

### Teclistas
- Vitalij Kuprij
- Jae Mangini
- Derek Wieland
- Donald Rooney
- Mee Eun Kim

### Violinistas
- Asha Mevlana
- Mark Wood
- Anna Phoebe
- Roddy Chong

### Miembros originales
- Zachary Stevens
- Tany Ling
- James Lewis
- David Z
- Daryl Pediford
- Michael Lanning

## Discografía
- Christmas Eve and Other Stories - 1996
- The Christmas Attic - 1998
- Beethoven's Last Night - 2000
- The Lost Christmas Eve - 2004
- Night Castle - 2009
- Letters from the Labyrinth - 2015
- The Ghosts of christmas Eve (the complete narrated version) - 2023

## Galería
|                  |
| Coristas de TSO. |

|                                  |
| Trans-Siberian Orchestra (2006). |

|                                  |
| Trans-Siberian Orchestra (2006). |

|                        |
| Jennifer Cella (2007). |

|                       |
| Chris Caffery (2007). |

|                                  |
| Trans-Siberian Orchestra (2007). |